# Руський Усть-Маш
Ру́ський Усть-Маш (рос. Русский Усть-Маш) — присілок у складі Красноуфімського міського округу (Натальїнськ) Свердловської області.
Населення — 233 особи (2010, 310 у 2002).
Національний склад станом на 2002 рік: росіяни — 72 %.